# Chichicastle 1ra. Sección
Chichicastle 1ra. Sección är en ort i Mexiko.   Den ligger i kommunen Centla och delstaten Tabasco, i den sydöstra delen av landet, 700 km öster om huvudstaden Mexico City. Chichicastle 1ra. Sección ligger 2 meter över havet och antalet invånare är 1 505.
Terrängen runt Chichicastle 1ra. Sección är mycket platt. Runt Chichicastle 1ra. Sección är det ganska glesbefolkat, med 32 invånare per kvadratkilometer. Chichicastle 1ra. Sección är det största samhället i trakten. I omgivningarna runt Chichicastle 1ra. Sección växer huvudsakligen savannskog.